# Întorsura Buzăului
Întorsura Buzăului é uma cidade da Romênia com 9081 habitantes, localizada no județ (distrito) de Covasna.